# Indywidualne Mistrzostwa Polski w Zapasach 1982

## Mistrzostwa Polski w Zapasach1982

### Mężczyźni
- styl wolny

35. Mistrzostwa Polski – x – x 1982, Wrocław
- styl klasyczny

52. Mistrzostwa Polski – x – x 1982, Warszawa

## Medaliści

### Mężczyźni

#### Styl wolny
| Kategoria:   | Złoto:                                | Srebro:                              | Brąz:                                 |
| 48 kg        | Jan Falandys Stal Rzeszów             | Jacek Chęć Włodawianka Włodawa       | Piotr Mrochem Slavia Ruda Śląska      |
| 52 kg        | Władysław Olejnik Lotnik Wrocław      | Zbigniew Gontarek ŁKS Łódź           | Roman Ratayczyk LKS Ceramik Krotoszyn |
| 57 kg        | Władysław Stecyk Grunwald Poznań      | Wiesław Kończak Lotnik Wrocław       | Andrzej Jędryjas Stal Rzeszów         |
| 62 kg        | Marian Skubacz Slavia Ruda Śląska     | Maciej Jabłoński ŁKS Łódź            | Aleksander Papow Spójnia Gdańsk       |
| 68 kg        | Mirosław Jędrzejczak AZS-AWF Warszawa | Zdzisław Antkowicz Stal Rzeszów      | Stanisław Chiliński Plon Milicz       |
| 74 kg        | Krzysztof Wójtowiec Gwardia Warszawa  | Zbigniew Strzelczyk Gwardia Warszawa | Piotr Królewiak AZS-AWF Warszawa      |
| 82 kg        | Leszek Ciota Gwardia Warszawa         | Leszek Patro Stal Rzeszów            | Mirosław Jasiński Gwardia Warszawa    |
| 90 kg        | Paweł Kurczewski Budowlani Łódź       | Jan Szelągiewicz Lotnik Wrocław      | Andrzej Patalong GKS Tychy            |
| 100 kg       | Tomasz Busse ŁKS Łódź                 | Jerzy Owerczuk Gwardia Warszawa      | Marek Ząbczyk Stal Rzeszów            |
| ponad 100 kg | Adam Sandurski Stal Rzeszów           | Ryszard Długosz Stal Rzeszów         | Roman Napierała GKS Tychy             |

#### Styl klasyczny
| Kategoria:   | Złoto:                            | Srebro:                            | Brąz:                                 |
| 48 kg        | Krzysztof Mudrecki Siła Mysłowice | Ryszard Szyper GKS Katowice        | Wojciech Dobosz Śląsk Wrocław         |
| 52 kg        | Roman Kierpacz GKS Katowice       | Leszek Majkowski Legia Warszawa    | Stanisław Wróblewski Siła Mysłowice   |
| 57 kg        | Adam Kierpacz GKS Katowice        | Leszek Szachno Śląsk Wrocław       | Dariusz Dorosławski Legia Warszawa    |
| 62 kg        | Piotr Michalik Siła Mysłowice     | Józef Kaleta Pogoń Ruda Śląska     | Józef Raczek Siła Mysłowice           |
| 68 kg        | Czesław Kowalik GKS Katowice      | Jerzy Kopański GKS Katowice        | Krzysztof Pięta Śląsk Wrocław         |
| 74 kg        | Andrzej Supron GKS Katowice       | Andrzej Jasiorowski Skra Warszawa  | Ryszard Rozenbajger Cement Gryf Chełm |
| 82 kg        | Andrzej Malina Legia Warszawa     | Bogdan Daras Siła Mysłowice        | Roman Rozenbajger Cement Gryf Chełm   |
| 90 kg        | Jan Dołgowicz GKS Katowice        | Justyn Rydzyński Budowlani Olsztyn | Bogusław Dąbrowski Zagłębie Wałbrzych |
| 100 kg       | Roman Wrocławski AZS-AWF Warszawa | Marian Łukasik Siła Mysłowice      | Krystian Słomka Siła Mysłowice        |
| ponad 100 kg | Jerzy Choromański Siła Mysłowice  | Henryk Tomanek GKS Katowice        | Marek Galiński Pafawag Wrocław        |